# Sejval
Sejvalen (Balaenoptera borealis) är en art i familjen fenvalar. Djuret har fått sitt namn på grund av att det delvis livnär sig av sej och att det ofta påträffas nära stim av sej.

## Kännetecken
Sejvalar av hankön blir 12,8 till 18,5 meter långa och honornas längd är 13,4 till 21 meter. Vikten är 20 till 30 ton. Kroppen är på ovansidan mörkgrå och på buken ljusare med vitaktiga mönster.
Från övre läppens mitt till blåshålen sträcker sig en ås (upphöjd kant) vad som skiljer arten från Edens fenval och Brydes fenval som har tre åsar.
I motsats till sillvalen har arten symmetrisk färgteckning på huvudets undersida. Fontänen som sprutas ut från blåshålen är en enda bred pelare som kan vara tre meter hög.

## Utbredning
Denna art förekommer i alla hav mellan 60° nord och 60° syd. Under sommaren förekommer de i tempererade eller subpolära områden och under vintern kring ekvatorn. På grund av att årstiderna är olika på norra respektive södra halvklotet finns två skilda populationer som ibland betraktas som underarter B. b. borealis och B. b. schleglii.

## Levnadssätt
Denna art lever i par eller i mindre grupper med cirka fem medlemmar. I områden med bra tillgång till föda kan flera grupper förena sig. När de simmar når de hastigheter upp till 45 km/h. Sejvalar dyker bara kort och når inte så djupt.
Födan består av krill och mindre fiskar som är inte längre än 30 cm (till exempel ansjovisfiskar). Arten letar inte varje år i samma område efter föda, ibland är den talrik och under andra år saknas den i vissa regioner. När sejvalen jagar intar den ofta sidoläge.
Arten äter även andra kräftdjur.

## Valfångst och bestånd
Jakt på sejvalar började först när andra större valarter var nästan utrotade. På södra jordklotet fångades under 1900-talet ungefär 200 000 individer av denna art. Sedan 1976 är sejvalen skyddad, men Japan, Island och Norge fortsätter med fångsten och anger vetenskaplig forskning som grund.
I norra Stilla havet dödas varje år cirka 100 exemplar.
Arten listas av IUCN som starkt hotad (EN) och beståndet uppskattas till ca 50 000 individer.